# پگی نادسن
پگی نادسن (انگلیسی: Peggy Knudsen; ۲۲ آوریل ۱۹۲۳ – ۱۱ ژوئیهٔ ۱۹۸۰) بازیگر، بازیگر تلویزیون، و بازیگر سینما اهل ایالات متحده آمریکا بود. نام اصلی او مارگارت ان نادسن بود.
از فیلم‌ها یا برنامه‌های تلویزیونی که وی در آن نقش داشته‌است می‌توان به زندگی ربوده‌شده، خواب ابدی، و استانبول اشاره کرد.

## اوایل زندگی
او متولد دلوث، مینه‌سوتا بود. پدرش کانرد نادسن، آتش‌نشان بود. اصالت او ایرلندی و نروژی بود.

## در تئاتر
نادسن اولین بار در تئاتر برادوی نقش جو ان سایرز، دختری که نمی‌توانست بین ازدواج کردن و بازیگر شدن تصمیم بگیرد را برای نمایش خواهرم آیلین (سال ۱۹۴۰) بازی کرد.
سایرز که خود را در این وضعیت می‌دید در نهایت تصمیم گرفت با افسر نیروی دریایی ازدواج کند و این کار را کرد. تولیدکننده این نمایش هنگامی که نادسن را در حال کار در رستوران دید، او را انتخاب کرد و این نقش را به نادسن داد.

## در سینما
نادسن حرفه سینما را در سال ۱۹۴۶ و با فیلم زندگی ربوده‌شده در مقابل بتی دیویس آغاز کرد. (در ستون روزنامه و ۱۵ فوریه سال ۱۹۴۸، لوئلا پارسونز، نویسنده، به نقل از نادسن گفت:"اولین تصویر من سایه یک زن با هلموت دانتینه بود. من نقش همسر سابق او را بازی کردم). در همان سال او در بخش‌های کمی در چندین فیلم از جمله خواب ابدی و هومورسک همراه با جوآن کراوفورد ایفای نقش کرد.
در سال ۱۹۴۸، نادسن وارد ژانر دیگری از فیلم شد و به جای درام، فیلم کمدی کار کرد و از شرکت برادران وارنر جدا شد تا کارهای مستقل انجام دهد. او همچنین از کی تامپسون، آواز یاد می‌گرفت.
با وجود حضور نادسن در فیلم‌هایی با بودجه زیاد و ستاره‌های مطرح، زندگی حرفه ای او هرگز نتیجه نگرفت و او به نقش‌های کمتری در فیلم‌های با درجه ب افول کرد. آخرین نقش سینمایی وی در سال ۱۹۵۷ و در فیلم  استانبول همراه با ارول فلین بود.

## تلویزیون
نادسن در فیلم کمدی So This Is Hollywood در شبکه ان‌بی‌سی در سال ۱۹۵۵ بازی کرد. او همچنین نقش‌هایی در قسمت آزمایشی برای دو برنامه مزاحم نشوید و هاوی داشت که این برنامه‌ها هیچ‌گاه به سریال تبدیل نشدند.
در دهه‌های ۱۹۵۰ و ۱۹۶۰، نادسن در چندین برنامه تلویزیونی در نقش مهمان ظاهر شد. از دیگر حضورهای تلویزیونی وی می‌توان به آلفرد هیچکاک تقدیم می‌کند، میلیونر، قبرستان سنگی، زندگی و افسانه ویت ارپ (در نقش لیلی کانزاس)، پیت و گلادیس و همچنین سه بار حضور در بت مسترسون (در نقش لوئیزا کری) در سال ۱۹۵۹، (در نقش کتی) در سال ۱۹۶۰ و در آخر در نقش (لوتی ترمین) در سال ۱۹۶۱ اشاره کرد. بعد از حضورش در یک قسمت از ماجراهای اوزی و هریت، نادسن از بازیگری کناره‌گیری کرد.

## زندگی شخصی
اولین ازدواج نادسن با آدریان سامیش، مدیر رادیو بود. این دو نفر پس از اجرای تئاتر نادسن در ۸ ژوئن ۱۹۴۲ در نمایش خواهر من آیلین به پنسیلوانیا جهت ازدواج رفتند. در ۱۵ ژوئن سال ۱۹۴۹، نادسن با جیم جردن جونیور (پسر جیم و ماریان جردن) در لس آنجلس ازدواج کرد. نادسن سه فرزند از جردن به‌دنیا آورد. نادسن در ۱۲ فوریه ۱۹۶۲ با فرانسیس کلستروم، پیمانکار برق ازدواج کرد. آنها در ماه ژوئیه از هم جدا شدند و در ۲۲ اکتبر سال ۱۹۶۲ به‌طور رسمی طلاق گرفتند. وی در باقی سال‌های عمرش از ورم مفاصل رنج می‌برد و دوست نزدیکش، بازیگر زن جنیفر جونز از او مراقبت می‌کرد. نوه نادسن، فیلم‌نامه‌نویس هالیوودی، جان اورلوف است.

## مرگ
در ۱۱ ژوییه ۱۹۸۰ نادسن براثر سرطان در انسینو، لس آنجلس درگذشت.